# 国道246号

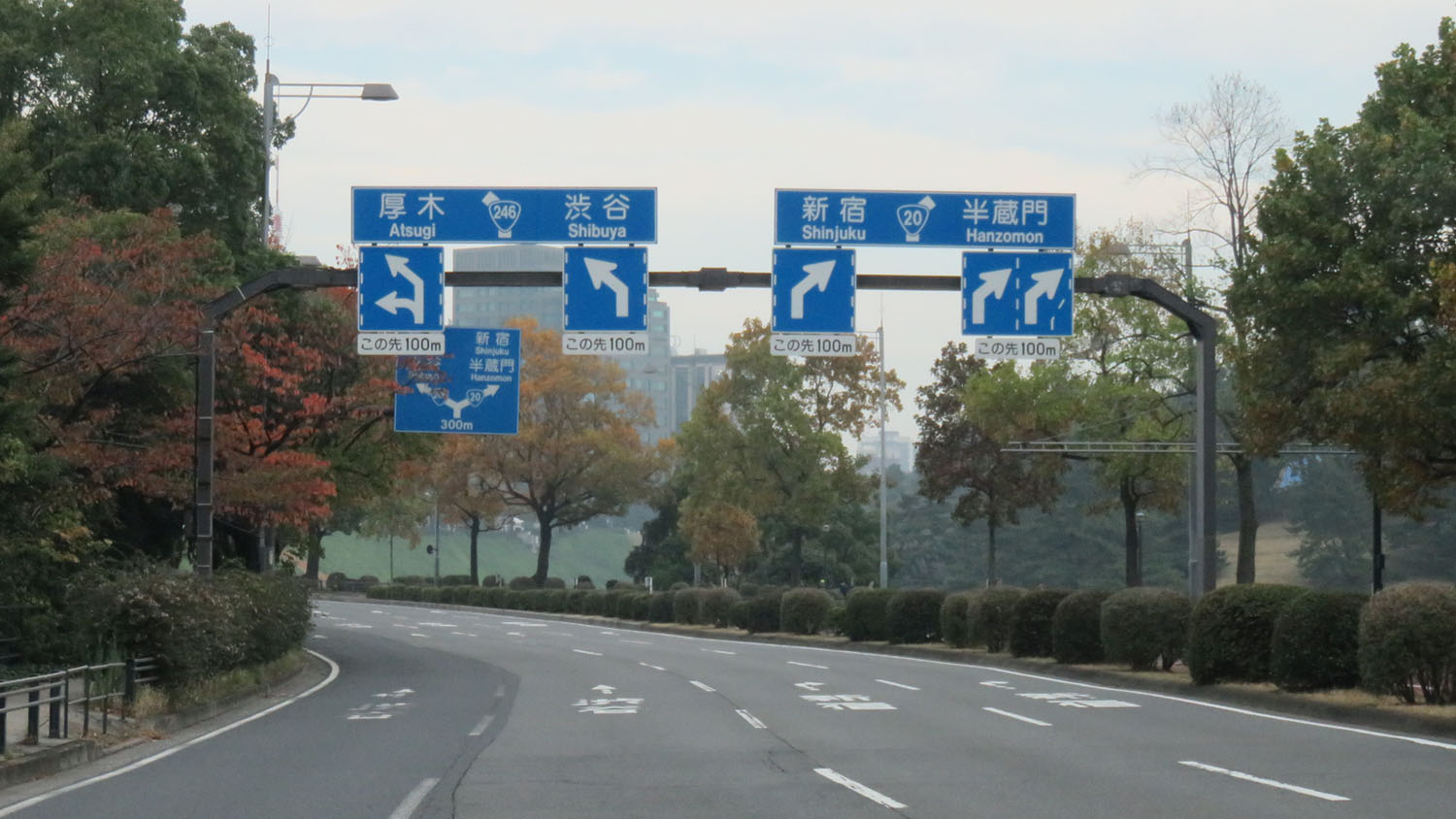
国道246号 起点
東京都千代田区 三宅坂交差点付近

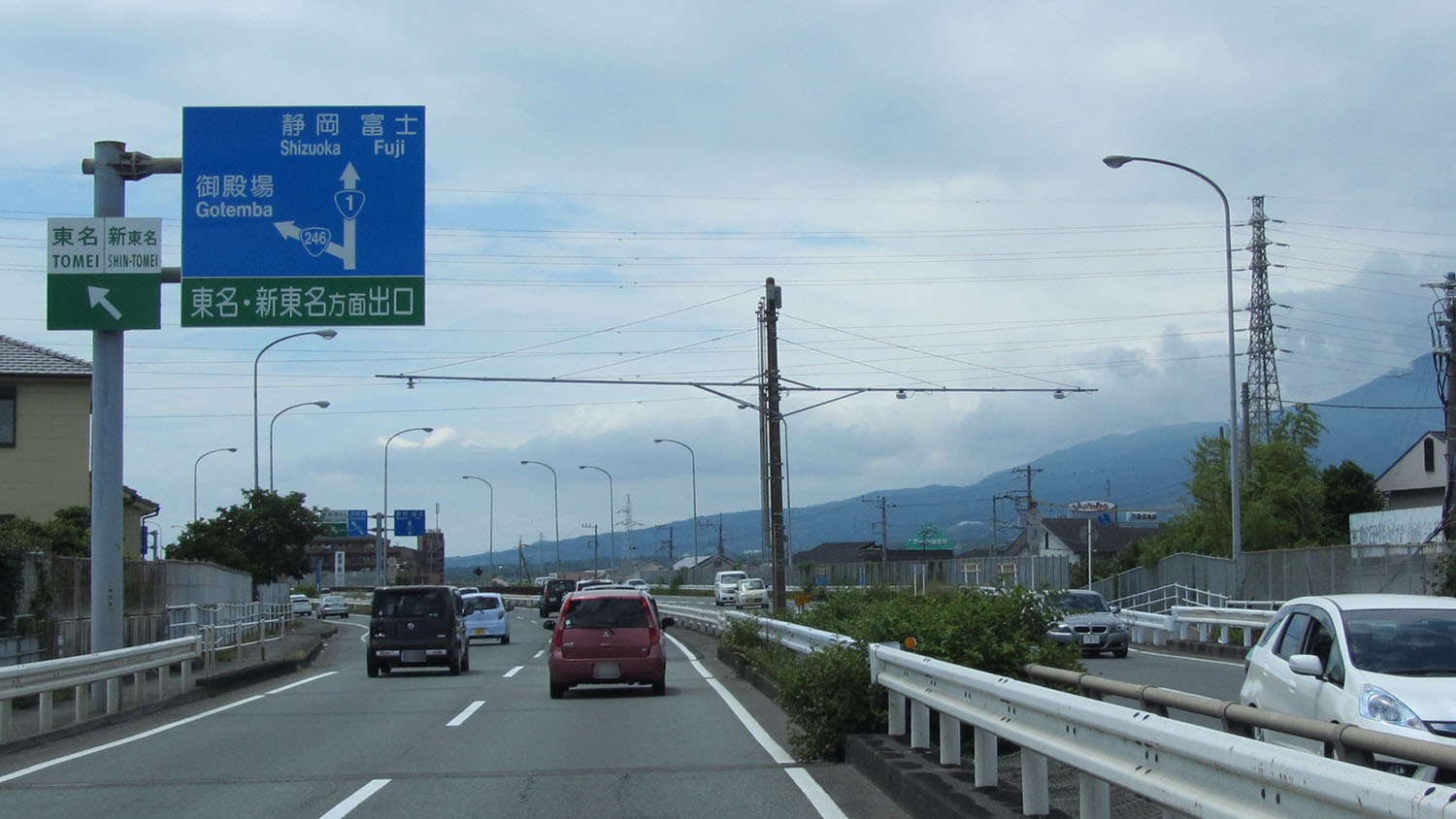
国道246号 終点
静岡県沼津市 上石田交差点付近
国道1号沼津バイパス西行から国道246号への分岐

国道246号（こくどう246ごう）は、東京都千代田区から神奈川県県央地域を経由して静岡県沼津市に至る一般国道。「ニーヨンロク」の通称で知られている。

## 概要
東京都と神奈川県を結ぶ一般道路としては、国道15号（第一京浜）、国道1号（第二京浜）と並ぶ重要な道路である。特に東京都心部から神奈川県厚木市付近までは片側2車線以上・立体交差中心の幹線道路として整備されている。神奈川県の県央、湘南、県西の各北側の地域と、静岡県の東部地域を経由し、終点の沼津市に至る。

### 路線データ
一般国道の路線を指定する政令に基づく起終点および重要な経過地は次のとおり。
- 起点：東京都千代田区（三宅坂交差点 = 国道20号交点）
- 終点：沼津市（上石田交差点 = 国道1号交点、国道414号終点）
- 重要な経過地：東京都港区（北青山一丁目）、同都渋谷区、同都目黒区、同都世田谷区、神奈川県川崎市（高津区）、同県横浜市、東京都町田市、神奈川県大和市、同県座間市、同県海老名市、同県厚木市、同県伊勢原市（田中）、同県秦野市、同県足柄上郡松田町、静岡県御殿場市、同県裾野市、同県駿東郡長泉町
- 総延長 : 125.3 km（東京都 17.3 km、神奈川県 52.8 km、横浜市 11.6 km、川崎市 7.9 km、静岡県 35.7 km）[3][注釈 2]
- 重用延長 : なし[3][注釈 2]
- 未供用延長 : なし[3][注釈 2]
- 実延長 : 125.3 km（東京都 17.3 km、神奈川県 52.8 km、横浜市 11.6 km、川崎市 7.9 km、静岡県 35.7 km）[3][注釈 2]
  - 現道 : 123.5 km（東京都 16.3 km、神奈川県 52.8 km、横浜市 11.6 km、川崎市 7.2 km、静岡県 35.7 km）[3][注釈 2]
  - 旧道 : 0.8 km（東京都 - km、神奈川県 - km、横浜市 - km、川崎市 0.8 km、静岡県 - km）[3][注釈 2]
  - 新道 : 1.1 km（東京都 1.1 km、神奈川県 - km、横浜市 - km、川崎市 - km、静岡県 - km）[3][注釈 2]
- 指定区間：東京都千代田区永田町一丁目1番5 - 沼津市大岡字下耕地2768番の3[4]
  - ※東京都世田谷区玉川二丁目1507番3 - 川崎市高津区二子一丁目2411番1 - 同区二子一丁目1番3（二子橋経由の経路）を除く。

## 歴史

### 律令時代から戦国時代
律令時代の頃、畿内から東国を結ぶ東海道の道筋は足柄峠を越える「足柄道」があり、この道が現在の国道246号に近いところに沿って通っていた。なお、都筑郡の郡衙は国道246号至近にある。ただし、必ずしも重複していたわけではなく、国道246号の直接の祖が現れるのは江戸時代の頃となる。延暦19年（800年）から始まった富士山噴火による火山灰の堆積によって足柄道が使用できなくなり、代わりに箱根峠越えの東海道が切り拓かれた。やがて、足柄道の復旧が行われたが、往時の勢いを取り戻すまでには至らなかった。

### 江戸時代
江戸時代に五街道の一つである東海道が徳川初代将軍家康によって整備されると、ほぼ足柄道に沿うかたちで新たに矢倉沢往還が整備され、東海道の脇往還として利用されるようになる。東海道同様、江戸と東海道沿道各地を結び、人や物資が往来し発展した。この矢倉沢往還は、現在の国道246号の原形となる経路をたどっている。
享保年間になると大山講が盛んになり、江戸から山岳信仰のある大山に詣でるための街道としても賑わった。丹沢山地南端に位置する大山阿夫利神社への参詣のため、多くの庶民から人気を集め利用されるようになり、この頃より大山道（大山街道）とも呼ばれるようになる。その名は、現在も神奈川県内の通称名や同県内および、東京都内の旧道などに残っている。

### 近現代
大山街道は明治・大正の道路施策のなかでは一地方道の扱いとなったが、1952年（昭和27年）の一級国道の路線指定に際しても、都県道に留め置かれた。まだこの頃の大山街道は田畑を縫う細い砂利道であったといい、東京 - 横浜 - 沼津間には東海道を継承する一級国道1号や15号があったため、翌1953年（昭和28年）の二級国道の路線指定の対象からも漏れている。国道として初めて指定されたのは、1956年（昭和31年）の二級国道の第二期路線指定で「二級国道246号東京沼津線」となったときである。この頃までの神奈川県川崎市・横浜市の沿線は、交通の便が良くなかったことから農業主体の集落が多く、牧歌的な雰囲気を残していた。ちょうどこの頃から、並行するように東名高速道路の建設が始められ、東急グループによる田園都市線を中心とした開発が進められるようになる。沿道の東京都の駒沢には、1964年東京オリンピックのスタジアム（駒沢オリンピック公園）も設置された。
1965年（昭和40年）の一般国道の路線を指定する政令で、一級・二級の国道区分が廃止されて一般国道に統合されたことに伴い、「二級国道246号東京沼津線」から「一般国道246号」となる。直轄国道となったこの頃より道路改良する土地に裕度があった国道246号は、輻輳が激しく改修の余地の小さい国道1号のバイパス路線として注目され、重点的に道路改良整備が一気に進められた。多摩田園都市の開発とともに、沿線は急速に宅地化され交通量が増大したため、1974年（昭和49年）以降に東京・横浜バイパスが建設されている。この東京・横浜バイパスとして整備された区間の旧道は、のちに移管されて国道指定解除を受けている。

### 年表

#### 国道指定以前
- 1920年（大正9年）4月1日 - 『道路法』（当時）に基づく、「東京府告示第百六十二號」、「神奈川縣告示第百二十二號」および「静岡縣告示第百十九號」により、東京府道第1號東京厚木線、神奈川縣道厚木東京線・厚木御殿場線、静岡縣道小山厚木線・御殿場小山線・沼津御殿場線が指定される。
- 1925年（大正14年）7月 - 二子橋竣工。
- 1927年（昭和2年） - 玉川電車溝口線開通。二子橋上に軌道が敷設され、併用軌道となる。
- 1936年（昭和11年）9月25日 - 「内務省告示第五百十六號」（指定府縣道竝指定地方費道）により、東京府道4號東京秦野線、神奈川縣道1號秦野東京線・縣道2號秦野御殿場線、静岡縣道6號御殿場秦野線が指定される。
- 1945年（昭和20年） -　二子橋上の線路が軌道から鉄道へ変更。二子橋が鉄道・道路併用橋（狭義）となる。
- 1952年（昭和27年）6月10日 - 新道路法が施行される。
- 1954年（昭和29年）1月20日 - 「建設省告示第十六号」（主要な都道府県道及び市道）で、主要地方道東京沼津線（東京都千代田区 - 静岡県沼津市）として認定。
- 1955年（昭和30年）
  - 3月4日 - 「神奈川県告示第百三十六号」により、神奈川県主要地方道東京沼津線[10]として指定される。
  - 12月15日 - 「東京都告示第千五十八号」により、東京都主要地方道東京沼津線[11]として指定される。

#### 国道指定以後
- 1956年（昭和31年）7月10日 - 二級国道246号東京沼津線（東京都千代田区 - 沼津市）として指定施行[12]。
- 1959年（昭和34年） - 沿線で多摩田園都市の開発が始まる。
- 1965年（昭和40年）4月1日 - 道路法改正により一級・二級区分が廃止されて一般国道246号として指定施行[2]。
- 1966年（昭和41年）4月1日 - 東急田園都市線開通。二子橋上の線路が専用橋に移転。
- 1966年（昭和41年）度 - 裾野バイパスの事業化・着工。
- 1969年（昭和44年） - 東急玉川線廃止。併用軌道解消。
- 1970年（昭和45年）3月 - 渋谷 - 三軒茶屋間にバスレーンが東京都で初めて設置される（他に目黒通り、青梅街道）。同年11月に瀬田交差点まで延長[13]。
- 1971年（昭和46年） - 渋谷 - 用賀の国道上空に首都高速3号渋谷線開通。
- 1974年（昭和49年）度 - 神奈川県内の国道246号のうち静岡県境側の14.4 km区間が神奈川県から建設省へ移管（一部区間は昭和53年度に移管）。
- 1974年（昭和49年）
  - 3月 - 新二子橋竣工（供用開始は1978年6月）。
  - 4月3日 - 東京・横浜バイパスの高津区溝口地区供用開始。
- 1976年（昭和51年）11月26日 - 玉川高架橋（世田谷区の瀬田交差点から新二子橋に直結する高架橋）建設のため、玉川高島屋駐車場上空に区分地上権設定。
- 1978年（昭和53年）
  - 6月30日 - 玉川高架橋完成、新二子橋を含めた玉川 - 川崎市高津区二子（実際は高津区久地）間（二子玉川駅 - 高津駅付近）の供用を開始。
  - 12月20日 - 東京・横浜バイパスの府中街道との立体交差（府中県道立体）の供用開始。
- 1979年（昭和54年）7月17日 - 東京・横浜バイパスの川崎市宮前区（当時は高津区）馬絹 - 有馬間供用開始。
- 1980年（昭和55年）
  - 4月7日 - 東京・横浜バイパスの高津区下作延地区（溝の口駅 - 梶が谷駅付近）供用開始。津田山陸橋は暫定2車線。
  - 7月23日 - 東京・横浜バイパスの川崎市高津区梶ヶ谷 - 馬絹間供用開始。東京・横浜バイパス全通。
- 1982年（昭和57年）3月29日 - 津田山陸橋第2期完成。東京・横浜バイパスが全線4車線化による完成。
- 1983年（昭和58年） - 山北バイパスの工事着工。
- 1988年（昭和63年）3月 - 山北バイパス 谷峨地区の供用開始（暫定2車線）。
- 1989年（平成元年）3月17日 - 大和厚木バイパスの鶴間地区供用開始。
- 1992年（平成4年）3月25日 - 大和・厚木バイパスの目黒地区供用開始。
- 1993年（平成5年）12月3日 - 瀬田アートトンネルの供用開始。
- 1994年（平成6年）3月24日 - 裾野バイパスが全通（一部区間は暫定2車線）
- 1998年（平成10年）3月10日 - 横浜市青葉区の市ヶ尾立体の供用開始。
- 2003年（平成15年）3月20日 - 山北バイパス 瀬戸地区の供用開始（暫定2車線）。
- 2006年（平成18年）
  - 3月5日 - 横浜市青葉区の新石川立体の供用開始。
  - 4月 - 東京都港区赤坂一丁目（特許庁前交差点） - 千代田区永田町二丁目（平河町交差点）間の約1.1 kmが国道246号に指定され、国土交通省に移管[14]。
- 2012年（平成24年）12月20日 - 山北バイパス 向原地区の供用開始に伴い、山北バイパスが全通。
- 2021年（令和3年）10月 - 横浜市内区間の制限速度50 km/hが撤廃され、接続する川崎市区間・町田市区間と同様に法定速度となる。
- 2024年（令和6年）8月30日 - 令和6年台風第10号接近に伴う集中豪雨で世田谷区用賀一丁目交差点から瀬田交差点の国道が冠水[15]。上り線本線（アンダーパス部分）が一時通行止[16]。また、新善波トンネルの伊勢原市側入口付近で法面が崩壊。乗用車が土砂に巻き込まれた。9月9日まで、秦野市側の名古木交差点から伊勢原市側の西河内交差点が上・下線で通行止[17][18]。

## 路線状況

### 東京都内

#### 青山通り

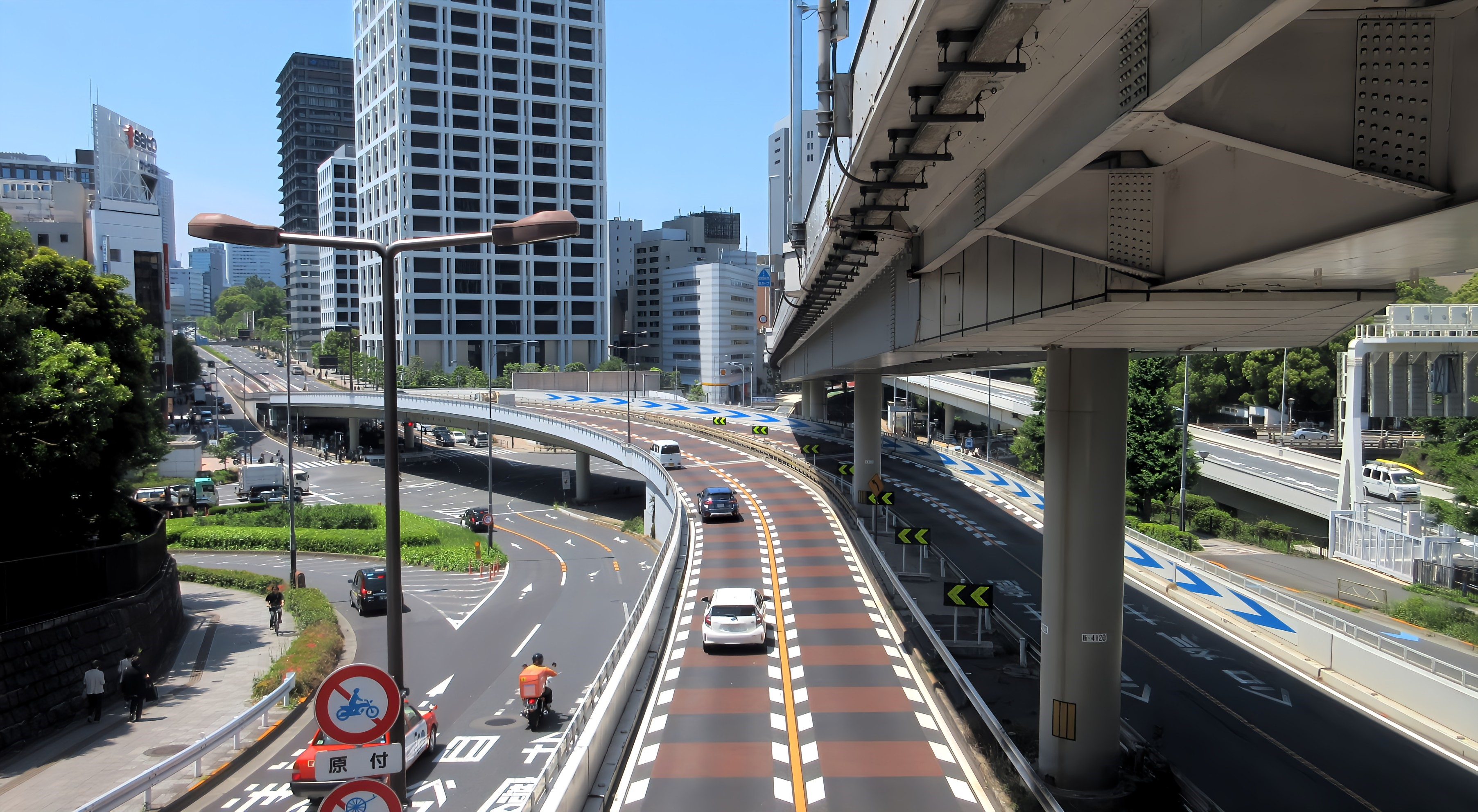
港区元赤坂１丁目(左斜めが青山通り)

起点の千代田区三宅坂から、赤坂、青山（表参道）を経て渋谷区渋谷（東京都道305号芝新宿王子線・明治通り交点）に至る区間は、「青山通り」の愛称で知られる。概ね片側3 - 4車線で、港区赤坂見附交差点に外堀通り、弁慶橋を超える立体交差がある。

#### 玉川通り

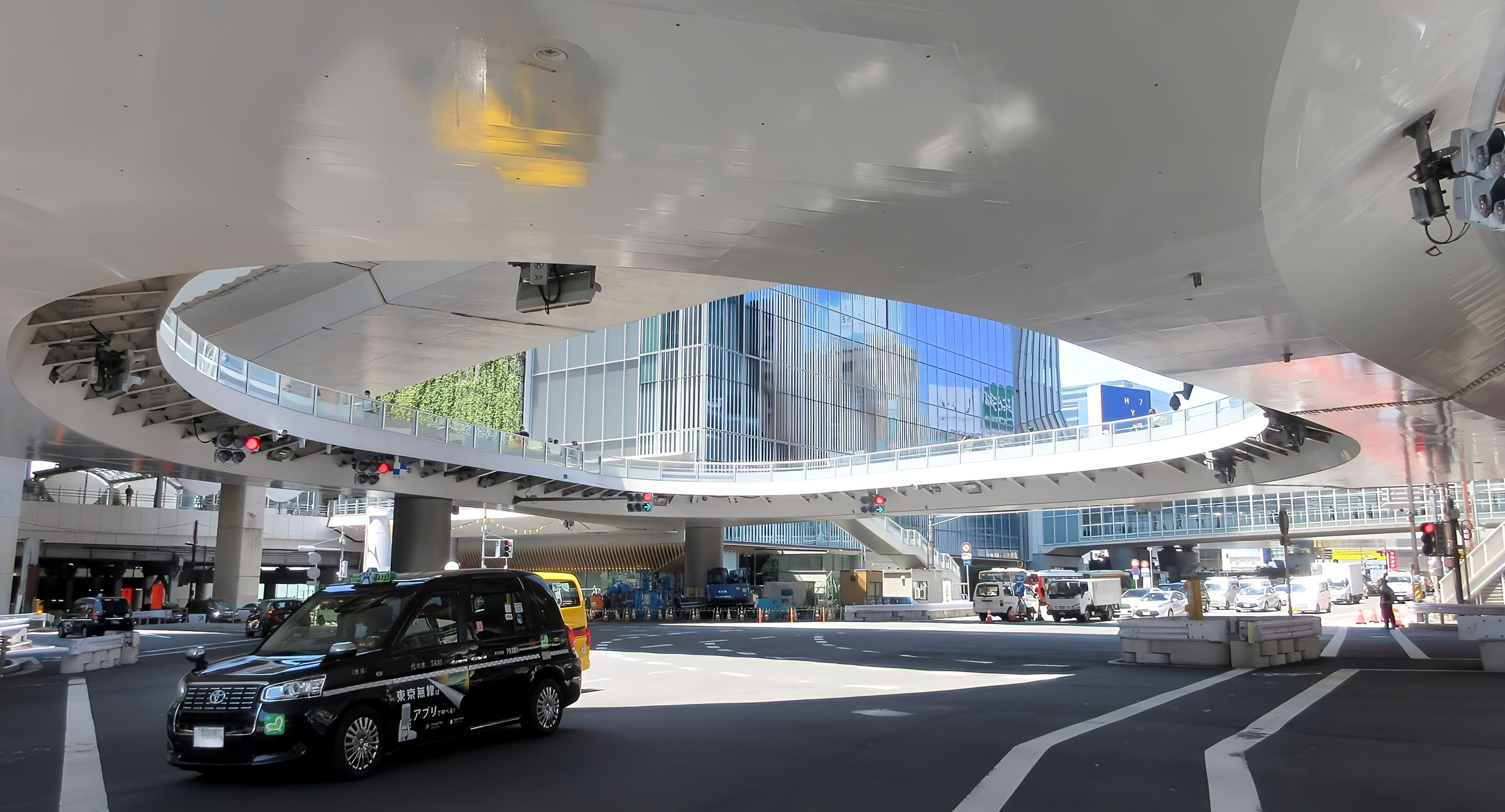
渋谷署前交差点・マンモス歩道橋

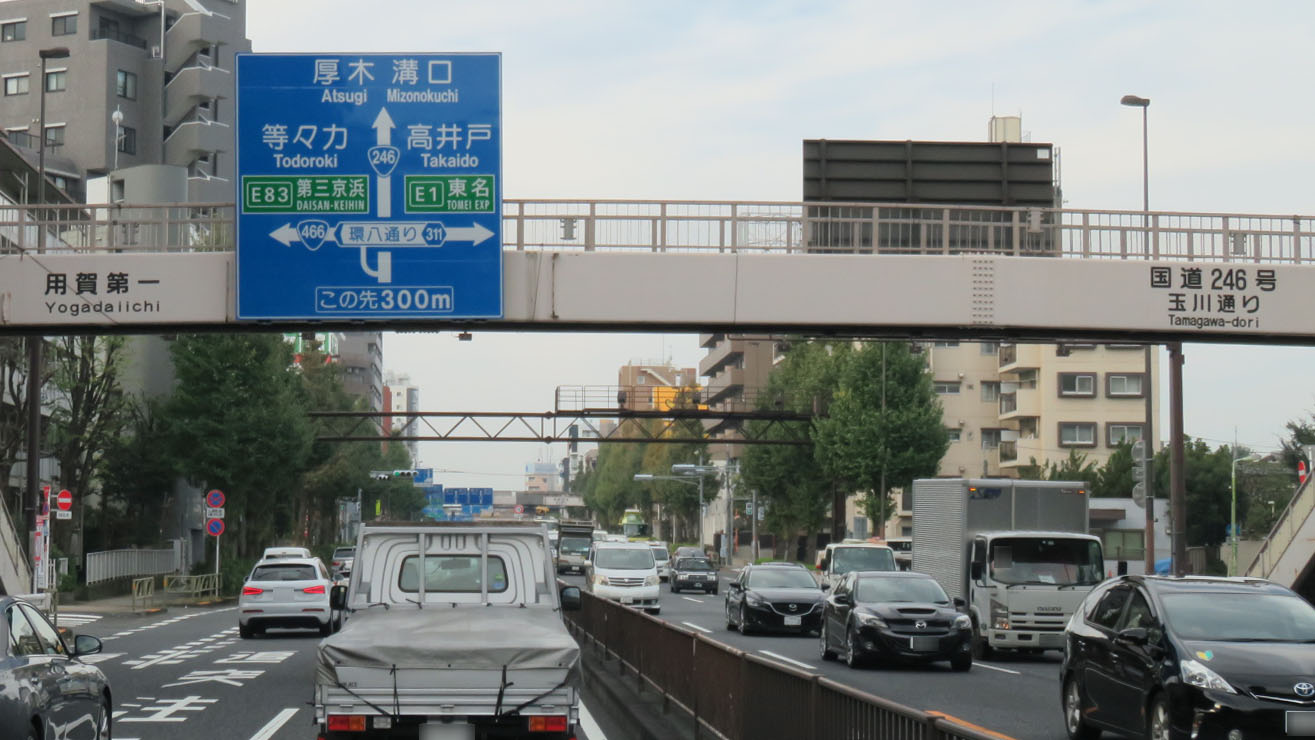
「玉川通り」の国道466号との分岐（東京都世田谷区用賀）

渋谷区明治通り交点（渋谷署前交差点）から都県境多摩川（新二子橋）の区間は「玉川通り」と呼ばれ、城南地域の交通の軸となっている。渋谷署前交差点には、1968年（昭和43年）に完成した『マンモス歩道橋』と呼ばれる長大な歩道橋が、首都高速3号渋谷線の高架をくぐる形で架橋されている。
渋谷署前交差点からは首都高速3号渋谷線の高架の直下を通り、地下には東急田園都市線が走る。沿道は商業地域となっている。玉川通り区間は片側3車線であるが、一部の交差点では中央分離帯寄りの1車線は直進レーンと右折レーンを兼ねており、右折車を避けるための減速や車線変更を強いられる。このため、特に朝・夕の通勤時間帯は渋滞しやすい。なお、玉川通りは東京都内で最も二輪車の交通量が多い道路である。
三軒茶屋交差点で世田谷通りが西へ分岐し、世田谷区新町から瀬田交差点の間は、現ルートが新道として開通するまでは桜新町・用賀を経由していた。1907年（明治40年）から1969年（昭和44年）まで、旧道上を玉電（玉川電気鉄道→東急玉川線）が併用軌道で走っていた（一部専用軌道）。旧道は現在は旧大山街道と呼ばれ、新町から桜新町駅前付近までが世田谷区道、桜新町駅前付近から瀬田交差点までが東京都道427号瀬田貫井線となっている。
戦後しばらくは片側1車線かつ玉電が一部区間を除いて併用軌道で通り、歩道も設けられていなかったが、その後道路拡幅が行われ、大坂（目黒区青葉台。神泉町交差点 - 大橋間）、渋谷付近では片側5車線の道路となった。1969年（昭和44年）には玉電は廃止され、1971年（昭和46年）には車道の一部と元の玉電軌道部分を利用して首都高速3号渋谷線（渋谷 - 用賀間）が建設された。
用賀一丁目交差点で首都高速の高架と分かれ、瀬田交差点を経て、都県境の新二子橋へ至る。

### 横浜国道事務所管内

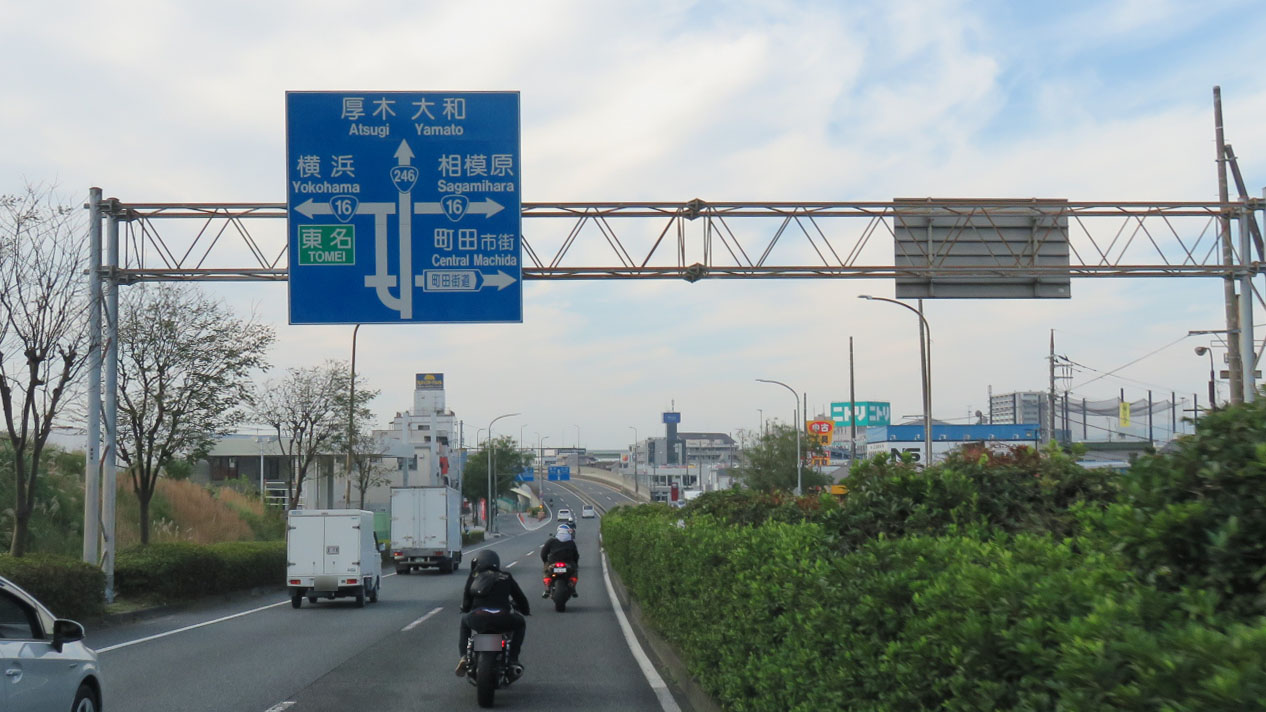
国道16号との交差
神奈川県横浜市緑区

#### 神奈川県川崎市 - 東京都町田市
新二子橋で多摩川を渡ると神奈川県川崎市に入る。この付近はベッドタウンの幹線道路にもなっているため、家電量販店などのロードサイド店舗が点在する。起伏の多い地形を利用した立体交差が連続し、片側2車線区間が続く。
神奈川県道102号との立体交差である新石川交差点の手前で横浜市に入る。江田駅東や下長津田、東原（下りのみ）など渋滞ポイントが幾つかあるものの、立体交差の多さにより概ね流れは良い。横浜市青葉区市ケ尾付近で東名高速道路横浜青葉ICに接続する。東急田園都市線つくし野駅付近で一度東京都町田市に入るが、すぐに神奈川県内に入る。その後同線すずかけ台駅付近から都県境上を通り、町田市鶴間の町田街道との交差点から再び東京都町田市に入る。鶴間高架橋（東名入口交差点上）で国道16号と立体交差する。

#### 東京都町田市 - 神奈川県厚木市
境川を渡り神奈川県大和市に入ると、山王原東交差点で国道467号と分岐する。国道246号はここから地下トンネル区間に入り、進路を南西に変えた後に大和市立大和小学校付近で再び地上に出る。
上草柳交差点から分岐し、神奈川県道40号横浜厚木線の相模大塚交差点間には大和厚木バイパスの現道に当たる支線が存在していた（現在は国道指定が解除され大和市に移管）。
相模川を渡り厚木市内に入ると、金田陸橋にて橋本方面からの国道129号と合流した後、水引陸橋の陸橋部が片側2車線（側道が片側1車線）であるほかは船子陸橋まで片側3車線が続く。この区間は国道246号と国道129号の重複区間のため日中の交通量が非常に多く、朝夕のラッシュ時には渋滞が多発する。船子陸橋にて平塚市方面への国道129号と分かれるが、国道246号は陸橋の側道を進む。

#### 神奈川県厚木市 - 神奈川県松田町
国道129号と分かれた後は片側1車線が続く。厚木市内 - 伊勢原市内 - 秦野市内は平面交差が多いうえにロードサイドショップも多いため、地域住民と通過交通の車両が交じり合って慢性的な渋滞を引き起こしている。伊勢原市から秦野市へ抜ける善波峠付近と、秦野市と松田町へ抜ける四十八瀬川と併走する区間は人家が少ないが、通過交通が多く抜け道も少ないため、時間帯によっては渋滞が多発する。
圏央道圏央厚木インターチェンジ付近から、伊勢原市の山間部を経由して秦野市へと抜けるバイパス道路（厚木秦野道路）が計画されている。秦野市菖蒲の八沢入口交差点付近で新東名高速道路新秦野ICに接続する。

#### 神奈川県松田町 - 神奈川・静岡県境

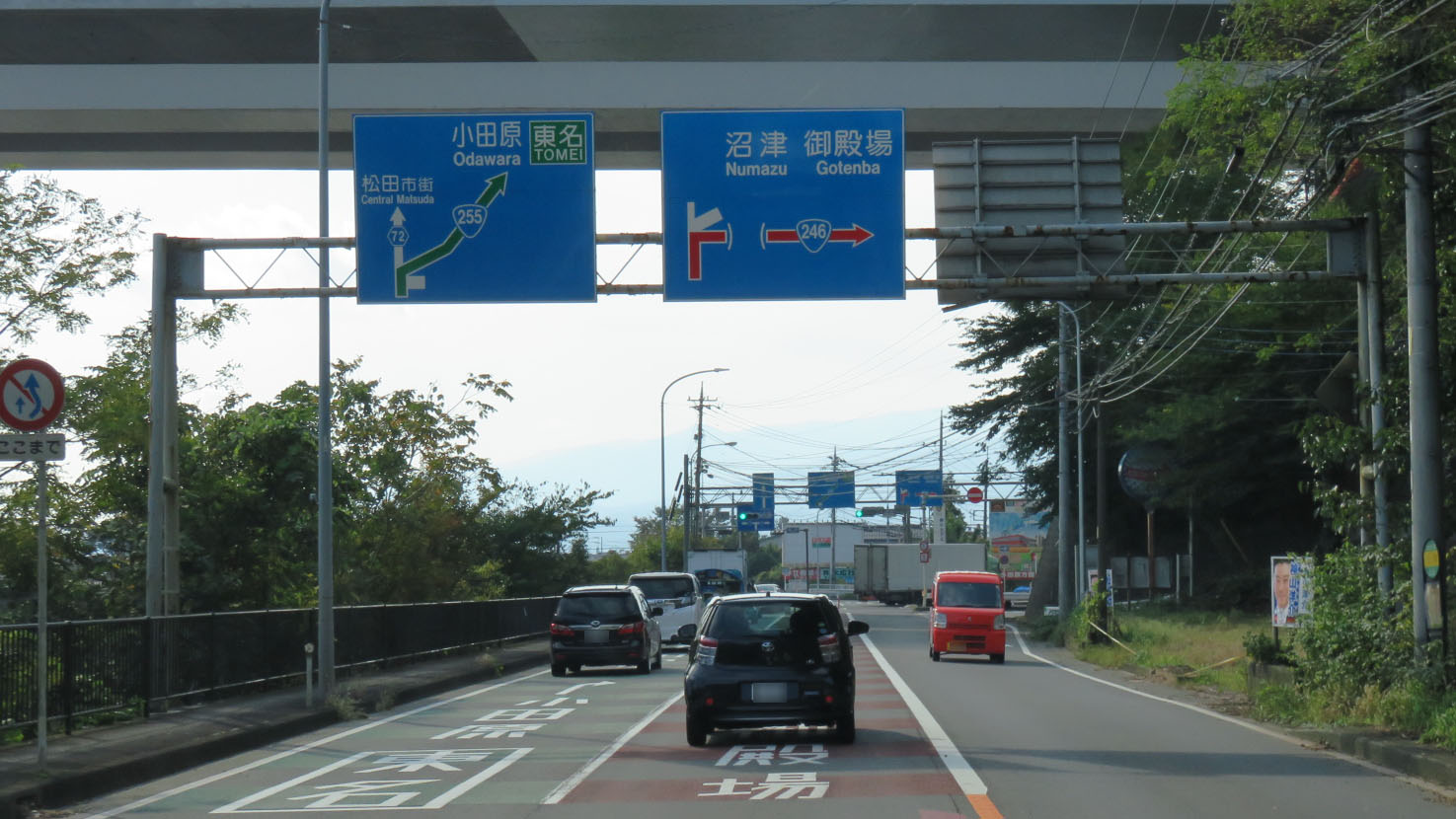
国道255号との分岐
神奈川県足柄上郡松田町

足柄上郡松田町籠場で国道255号と分岐する。JR御殿場線の東山北駅付近は道路が狭く慢性的な滞りとなっていたが、2012年12月に山北バイパス(向原地区)が完成し、前後の区間と変わらない広さとなった。清水橋を過ぎると県境まで片側2車線が続き、渋滞は解消される。なお、清水橋より先は道幅そのものは4車線が確保されているものの、県境過ぎまでは車線が上下線交互にガードレールやペイントにより増加と減少を繰り返す。

### 静岡県内

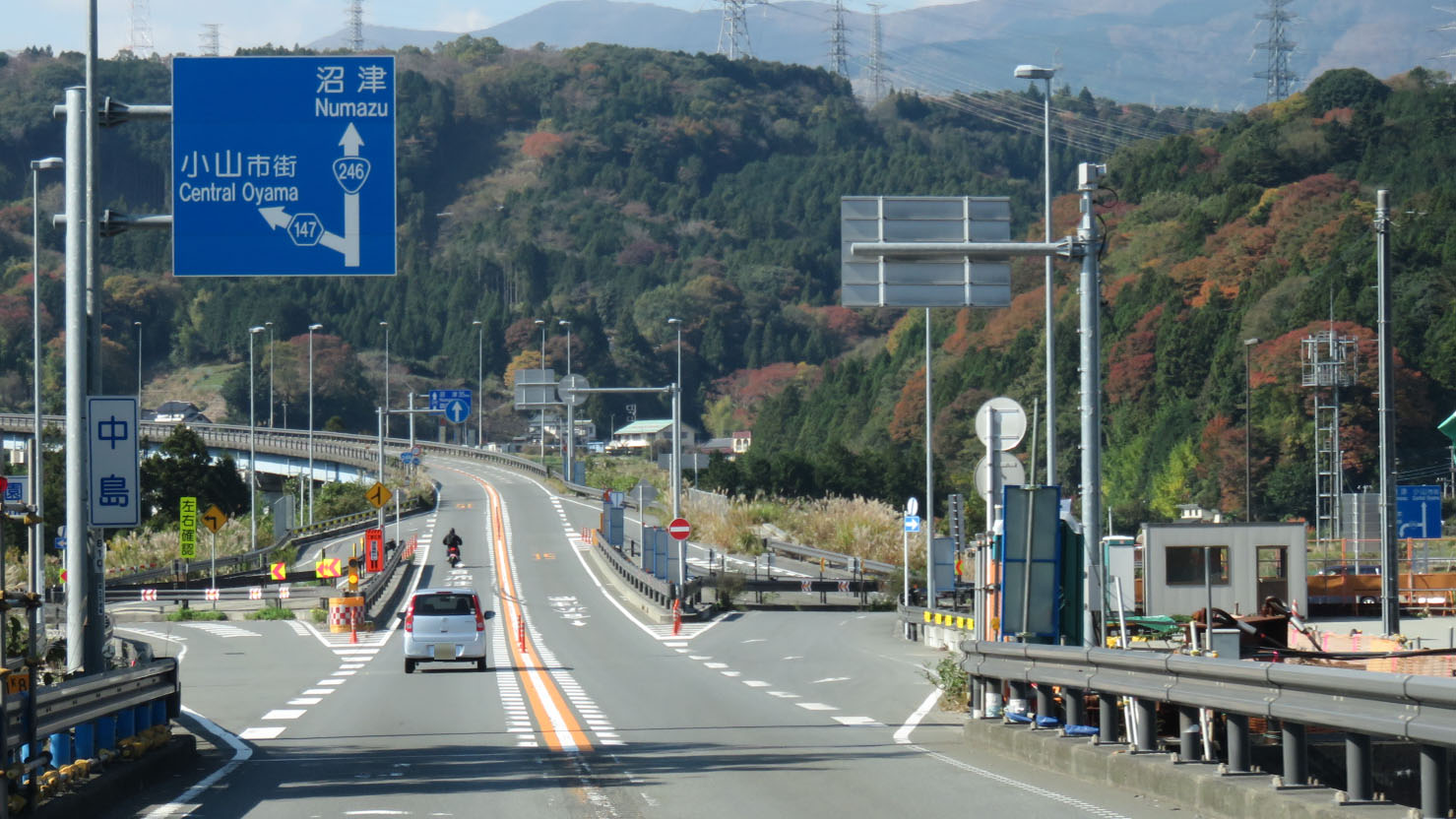
裾野バイパス
静岡県駿東郡小山町中島付近

静岡県内は昭和50年代に入り、裾野市内の一部、駿東郡小山町内の一部を皮切りに道路の拡幅整備や裾野バイパスなどの新道・バイパス整備が進み、1990年代には沼津市内 - 駿東郡長泉町内 - 裾野市内の整備も段階的に進んだ（特に駿東郡長泉町内 - 沼津市内は旧道と新道のルートが大幅に変更されている）。
2005年までには裾野市内 - 沼津市内（静岡県道83号沼津インター線との結節点）までの4車線拡幅が完了、2006年度には御殿場市内（御殿場警察署前） - 小山町内（生土）の4車線拡幅も完了し、小山町内の山間地を除きほぼ全区間で片側2車線化されている。バイパスのない伊勢原 - 秦野間とは対照的に流れがスムーズである。
裾野バイパスの沿道には、近年は郊外型のレストランや大型小売店の進出が目立つ。また、御殿場市内の一部区間では国土交通省による道路情報を路側放送で放送している。
国道246号の終点である沼津市に入り、東名高速沼津インターからの静岡県道83号沼津インター線が合流してからは伊豆への観光客向けの飲食店が多く、前記県道とともに沼津ぐるめ街道と呼ばれる。
2007年8月には、静岡県道83号沼津インター線との交点である沼津インター南交差点が立体化され、同交差点と国道1号の共栄町交差点を結ぶ市道が開通した。これにより静岡方面への流れがさらにスムーズになり、静岡県道83号沼津インター線の渋滞が若干ながら緩和されつつある。対照的に、国道1号との新たな結節点となった共栄町交差点を起点とした渋滞が昼夜を問わず発生し、新たな問題点となっている。なお、沼津インター南交差点から同市東熊堂（江原公園交差点）までの全通は2014年の予定であったが、現在も未開通である。
さらに2009年7月には、東名高速道路沼津ICを起点として、伊豆方面へ延びる東駿河湾環状道路が部分開通した。これは長泉ICで裾野バイパスと接続しており、裾野市街や長泉地区から沼津ICへ向かう新たなルートが誕生したことで、同じく静岡県道83号沼津インター線の渋滞緩和が図られた。

### 通称・バイパス

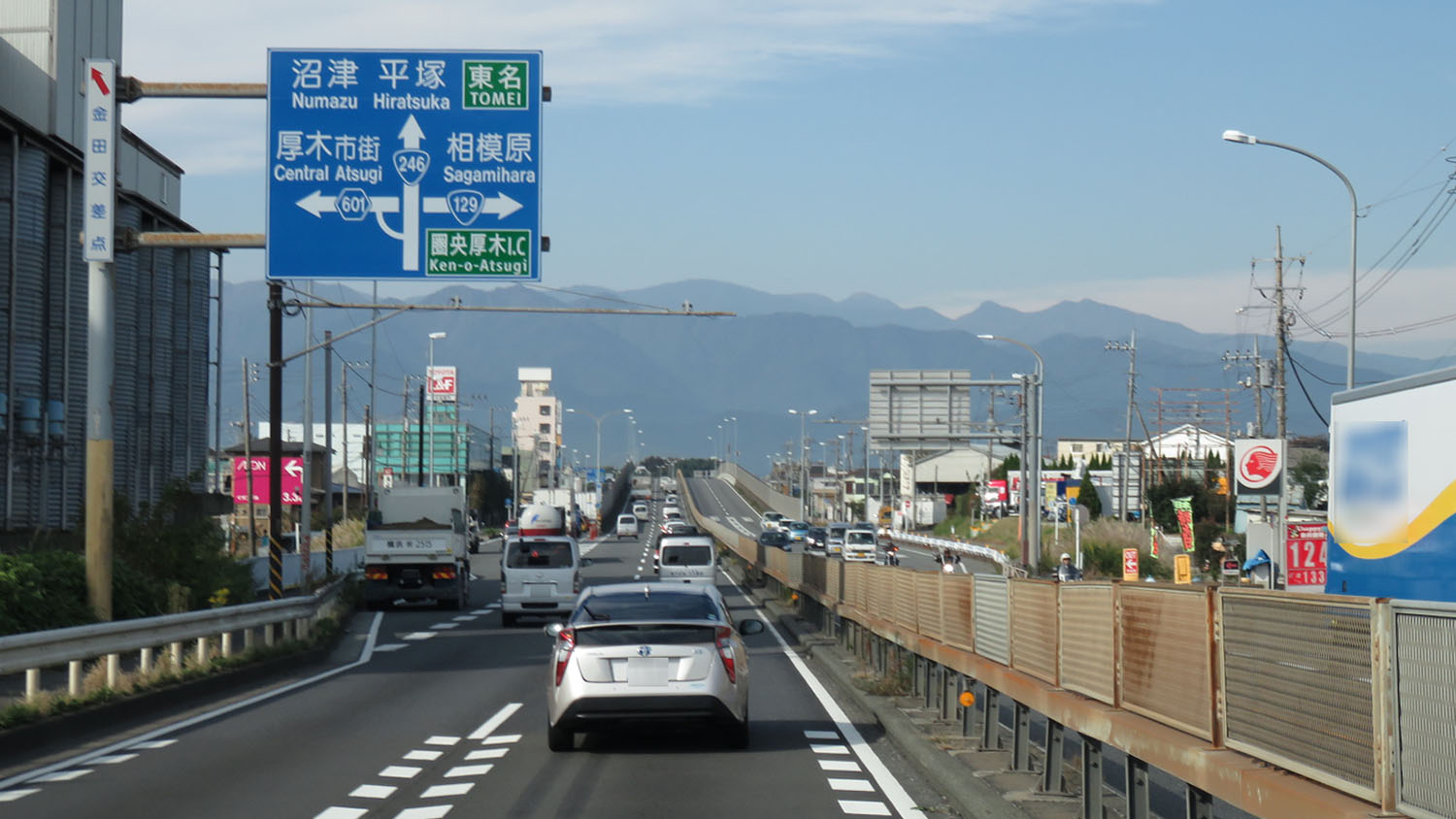
大和厚木バイパス
（国道129号との分岐）
神奈川県厚木市金田

- 永田町バイパス（支線：東京都港区赤坂一丁目（特許庁前交差点） - 千代田区永田町二丁目（平河町交差点））[23][14]
外堀通り（東京都道405号外濠環状線）の特許庁前交差点から衆議院・参議院会館前を経て、国会図書館前で左に折れて永田町の国道246号平河町交差点に至る延長1.1 kmのバイパス道路[24]。2006年（平成18年）4月1日に、在来の都道であった道路を一般国道246号に指定したものである[24]。沿道には、国会議事堂、総理大臣官邸、内閣府、自由民主党本部の建物が建ち並ぶ。一般国道246号バイパス（支線）に指定された目的について、東京国道事務所の説明によれば「三宅坂の渋滞解消、国会議事堂及び首相官邸へのアクセス向上」とされているが、フリーサイエンスライターの佐藤健太郎は、自民党本部から首相官邸を結ぶ道路を国家管理に置くためという見方もできるのではないかと著書のなかで述べている[24]。
- 青山通り[25]：（東京都千代田区永田町一丁目 - 東京都渋谷区渋谷三丁目）
- 玉川通り[26][27]：（東京都渋谷区桜丘町 - 東京都世田谷区玉川一丁目）
- 厚木街道[27]・厚木大山街道[注釈 4]
- 東京・横浜バイパス[注釈 5]（東京都世田谷区玉川 - 神奈川県川崎市 / 横浜市境）
- 大和厚木バイパス（神奈川県大和市上草柳 - 神奈川県厚木市）
- 厚木秦野道路（神奈川県厚木市中依知 - 神奈川県秦野市八沢）：未開通
- 山北バイパス（神奈川県足柄上郡山北町向原、および神奈川県足柄上郡山北町大字山北 - 神奈川県足柄上郡山北町大字川西）- 向原地区は「向原バイパス」とも呼ばれる。
- 裾野バイパス（静岡県駿東郡小山町 - 静岡県沼津市）
- 沼津ぐるめ街道（静岡県沼津市）

### 重複区間
- 国道129号[注釈 6]（神奈川県厚木市金田・金田陸橋、金田交差点 - 厚木市田村町）
- 国道412号（神奈川県厚木市）
- 国道255号（神奈川県秦野市平沢 - 足柄上郡松田町）

### 道路施設

#### トンネル
- 下鶴間トンネル（神奈川県大和市）
- 船子洞門（神奈川県厚木市） - 下りのみ
- 新善波トンネル（神奈川県伊勢原市、秦野市境）
- 浅間山隧道（神奈川県足柄上郡山北町）
- 新安戸トンネル（神奈川県足柄上郡山北町）
- 瀬戸洞門（神奈川県足柄上郡山北町）
- 瀬戸トンネル（神奈川県足柄上郡山北町）
- 谷峨トンネル（神奈川県足柄上郡山北町）
- 諸渕トンネル（神奈川県足柄上郡山北町）
- 城山トンネル（神奈川県足柄上郡山北町）
- 湯船トンネル（静岡県駿東郡小山町）
- 大久保トンネル（静岡県駿東郡小山町）
- 桃園トンネル（静岡県裾野市桃園）

#### 道の駅
- 静岡県
  - ふじおやま（駿東郡小山町）

### 道路情報ラジオ
- 御殿場

## 地理
東京都心から静岡県沼津市を結ぶ一般国道としては、丹沢山地と箱根山の間の足柄峠付近の酒匂川に沿って神奈川・静岡県境を越える国道246号は、箱根峠越えの国道1号の北側で並行している。東海道（国道1号）の箱根山を迂回するルートをとるが、国道1号と比較して高低差は小さく、なだらかで安全面で優位と言える。東京都心部は国の政府・立法機関が集まる永田町を通り、赤坂・青山・渋谷を経由する青山通りにはオフィスビルやファッション街が立ち並ぶ。世田谷から川崎・横浜にかけては日本有数の高級住宅地を貫くことから、国道246号の知名度や重要度は高い。東名高速道路や東急田園都市線に並行しており、また東急グループによる多摩田園都市の大規模開発が進められたこともあり、沿線は市街地として昭和から平成期にかけて発展してきた。
なお、東急田園都市線のほぼ全線、相鉄本線の大和 - 海老名間、小田急小田原線の海老名 - 新松田間、JR東海御殿場線の松田駅 - 大岡間、首都高速3号渋谷線および東名高速道路は概ね、国道246号に沿うような位置関係である。特に東急田園都市線は、渋谷区道玄坂 - 世田谷区新町一丁目間は国道246号の直下を、また、直通先の東京メトロ半蔵門線から永田町駅 - 渋谷区宮益坂で直下を通過している。

### 通過する自治体
- 東京都
  - 千代田区 - 港区 - 渋谷区 - 目黒区 - 世田谷区
- 神奈川県
  - 川崎市（高津区 - 宮前区） - 横浜市（青葉区 - 緑区）
- 東京都
  - 町田市
- 神奈川県
  - 横浜市（瀬谷区） - 大和市 - 座間市 - 海老名市 - 厚木市 - 伊勢原市 - 秦野市 - 足柄上郡松田町 - 足柄上郡山北町
- 静岡県
  - 駿東郡小山町 - 御殿場市 - 裾野市 - 駿東郡長泉町 - 沼津市

### 交差する道路
| 交差する道路                                                                        | 都道府県名 | 市町村名 | 市町村名 | 交差する場所                                     | 交差する場所                  |
| ----------------------------------------------------------------------------------- | ---------- | -------- | -------- | ------------------------------------------------ | ----------------------------- |
| 国道20号 / 甲州街道                                                                 | 東京都     | 千代田区 | 千代田区 | 隼町・永田町一丁目                               | 三宅坂交差点 / 起点           |
| 東京都道405号外濠環状線 / 外堀通り                                                  | 東京都     | 港区     | 港区     | 元赤坂一丁目・赤坂三丁目                         | 赤坂見附交差点                |
| 東京都道319号環状三号線 / 外苑東通り                                                | 東京都     | 港区     | 港区     | 元赤坂二丁目・北青山一丁目・南青山一丁目・二丁目 | 青山一丁目交差点              |
| 東京都道414号四谷角筈線                                                             | 東京都     | 港区     | 港区     | 北青山二丁目・三丁目・南青山二丁目・三丁目       | 青山二丁目交差点              |
| 東京都道418号北品川四谷線 / 外苑西通り                                              | 東京都     | 港区     | 港区     | 北青山二丁目・南青山三丁目                       | 南青山三丁目交差点            |
| 東京都道413号赤坂杉並線 / 表参道                                                    | 東京都     | 港区     | 港区     | 北青山三丁目・南青山三丁目・五丁目               | 表参道交差点                  |
| 東京都道412号霞ヶ関渋谷線 / 六本木通り                                              | 東京都     | 渋谷区   | 渋谷区   | 渋谷二丁目・三丁目                               | 渋谷警察署前交差点            |
| 東京都道305号芝新宿王子線 / 明治通り                                                | 東京都     | 渋谷区   | 渋谷区   | 渋谷二丁目・三丁目                               | 渋谷駅東口交差点              |
| 首都高速3号渋谷線                                                                   | 東京都     | 渋谷区   | 渋谷区   | 南平台町                                         | 渋谷出入口 上り入口・下り出口 |
| 東京都道317号環状六号線 / 旧山手通り                                                | 東京都     | 渋谷区   | 渋谷区   | 南平台町・神泉町                                 | 神泉町交差点                  |
| 東京都道317号環状六号線 / 旧山手通り                                                | 東京都     | 目黒区   | 目黒区   | 青葉台三丁目・四丁目                             | 神泉町交差点                  |
| 東京都道317号環状六号線 / 山手通り                                                  | 東京都     | 目黒区   | 目黒区   | 大橋一丁目・二丁目                               | 大橋交差点                    |
| 首都高速3号渋谷線                                                                   | 東京都     | 目黒区   | 目黒区   | 大橋二丁目・東山三丁目                           | 池尻出入口                    |
| 首都高速3号渋谷線                                                                   | 東京都     | 世田谷区 | 世田谷区 | 池尻二丁目・三丁目                               | 池尻出入口                    |
| 東京都道420号鮫洲大山線                                                             | 東京都     | 世田谷区 | 世田谷区 | 池尻二丁目・三丁目・三宿一丁目                   | 三宿交差点                    |
| 首都高速3号渋谷線                                                                   | 東京都     | 世田谷区 | 世田谷区 | 太子堂一丁目・二丁目・三軒茶屋一丁目             | 三軒茶屋出入口                |
| 東京都道3号世田谷町田線 / 世田谷通り                                                | 東京都     | 世田谷区 | 世田谷区 | 太子堂二丁目・三軒茶屋二丁目                     | 三軒茶屋交差点                |
| 東京都道318号環状七号線 / 環七通り                                                  | 東京都     | 世田谷区 | 世田谷区 | 上馬二丁目・四丁目・野沢二丁目・四丁目           | 上馬交差点                    |
| 東京都道426号上馬奥沢線 / 自由通り                                                  | 東京都     | 世田谷区 | 世田谷区 | 上馬四丁目・駒沢一丁目・二丁目                   | 駒沢大学駅前交差点            |
| 第三京浜道路 / 国道466号 東京都道311号環状八号線 / 環八通り 東京都道427号瀬田貫井線 | 東京都     | 世田谷区 | 世田谷区 | 玉川台一丁目・瀬田三丁目                         | 瀬田交差点                    |
| 東京都道11号大田調布線 / 多摩堤通り 川崎市主要地方道幸多摩線（多摩沿線道路）        | 東京都     | 世田谷区 | 世田谷区 | 玉川三丁目・鎌田一丁目                           | 二子玉川交差点                |
| 東京都道11号大田調布線 / 多摩堤通り 川崎市主要地方道幸多摩線（多摩沿線道路）        | 神奈川県   | 川崎市   | 高津区   | 瀬田・二子一丁目                                 | 二子玉川交差点                |
| 国道409号 神奈川県道・東京都道9号川崎府中線 / 府中街道（川崎街道）                  | 神奈川県   | 川崎市   | 高津区   | 溝口六丁目・久地一丁目                           | 溝の口交差点                  |
| 川崎市道尻手黒川線（尻手黒川道路）                                                  | 神奈川県   | 川崎市   | 宮前区   | 馬絹                                             | 尻手黒川国道下交差点          |
| 神奈川県道102号荏田綱島線                                                           | 神奈川県   | 横浜市   | 青葉区   | 荏田町                                           | 新石川交差点                  |
| 神奈川県道13号横浜生田線                                                            | 神奈川県   | 横浜市   | 青葉区   | 荏田                                             | 荏田交差点                    |
| 神奈川県道12号横浜上麻生線 / 横浜上麻生道路                                         | 神奈川県   | 横浜市   | 青葉区   | 市ケ尾町                                         | 市ヶ尾交差点                  |
| E1 東名高速道路 首都高速神奈川7号横浜北西線                                         | 神奈川県   | 横浜市   | 青葉区   | 下谷本町                                         | 横浜青葉IC・横浜青葉出入口    |
| 神奈川県道・東京都道140号川崎町田線                                                 | 神奈川県   | 横浜市   | 青葉区   | 田奈町・しらとり台                               |                               |
| 神奈川県道139号真光寺長津田線                                                       | 神奈川県   | 横浜市   | 緑区     | 長津田一丁目・いぶき野                           | 片町交差点                    |
| 東京都道141号辻原町田線 / 町田街道                                                  | 東京都     | 町田市   | 町田市   | 小川・鶴間                                       | 町田市辻交差点                |
| 国道16号/大和バイパス                                                               | 東京都     | 町田市   | 町田市   | 鶴間                                             | 東名入口交差点                |
| 神奈川県道・東京都道56号目黒町町田線/八王子街道（旧国道16号）・藤沢街道             | 神奈川県   | 横浜市   | 瀬谷区   | 目黒町・五貫目町                                 | 目黒交差点                    |
| 神奈川県道401号瀬谷柏尾線                                                           | 神奈川県   | 横浜市   | 瀬谷区   | 目黒町                                           | 瀬谷入口交差点                |
| 国道467号/藤沢街道                                                                  | 神奈川県   | 大和市   | 大和市   | 下鶴間・深見                                     | 立体交差（下鶴間トンネル）    |
| 神奈川県道42号藤沢座間厚木線                                                        | 神奈川県   | 座間市   | 座間市   | 南栗原六丁目                                     | 西原交差点                    |
| 神奈川県道407号杉久保座間線                                                         | 神奈川県   | 海老名市 | 海老名市 | 国分北一丁目・上今泉二丁目                       | 立体交差（高架）              |
| 東京都道・神奈川県道51号町田厚木線                                                  | 神奈川県   | 海老名市 | 海老名市 | 下今泉五丁目                                     | 下今泉交差点 今泉第三陸橋     |
| 国道129号 重複区間起点 神奈川県道601号酒井金田線                                    | 神奈川県   | 厚木市   | 厚木市   | 金田                                             | 金田交差点                    |
| 国道412号 / 旧道 重複区間起点                                                       | 神奈川県   | 厚木市   | 厚木市   | 妻田西一丁目                                     |                               |
| 神奈川県道43号藤沢厚木線                                                            | 神奈川県   | 厚木市   | 厚木市   | 妻田東二丁目                                     | 妻田向市場交差点              |
| 国道412号 / 新道 神奈川県道60号厚木清川線 重複                                      | 神奈川県   | 厚木市   | 厚木市   | 松枝二丁目                                       | 市立病院前交差点              |
| 神奈川県道603号上粕屋厚木線                                                         | 神奈川県   | 厚木市   | 厚木市   | 水引一丁目                                       | 水引陸橋                      |
| 国道129号 重複区間終点 国道412号 重複区間終点                                       | 神奈川県   | 厚木市   | 厚木市   | 田村町                                           | 船子陸橋                      |
| 神奈川県道603号上粕屋厚木線 重複区間起点                                            | 神奈川県   | 厚木市   | 厚木市   | 船子                                             | 船子洞門交差点                |
| 神奈川県道603号上粕屋厚木線 重複区間終点                                            | 神奈川県   | 厚木市   | 厚木市   | 船子                                             | 森の里入口交差点              |
| 神奈川県道604号愛甲石田停車場酒井線 神奈川県道604号愛甲石田停車場酒井線 / 別線      | 神奈川県   | 伊勢原市 | 伊勢原市 | 石田                                             | 愛甲石田交差点                |
| 神奈川県道22号横浜伊勢原線                                                          | 神奈川県   | 伊勢原市 | 伊勢原市 | 下糟屋                                           | 上北根交差点                  |
| 神奈川県道44号伊勢原藤沢線 神奈川県道63号相模原大磯線 重複区間起点                  | 神奈川県   | 伊勢原市 | 伊勢原市 | 田中                                             | 市役所入口交差点              |
| 神奈川県道61号平塚伊勢原線                                                          | 神奈川県   | 伊勢原市 | 伊勢原市 | 田中・板戸                                       | 伊勢原交差点                  |
| 神奈川県道63号相模原大磯線 重複区間終点 神奈川県道611号大山板戸線                   | 神奈川県   | 伊勢原市 | 伊勢原市 | 板戸                                             | 板戸交差点                    |
| 神奈川県道612号上粕屋南金目線 重複区間起点                                          | 神奈川県   | 伊勢原市 | 伊勢原市 |                                                  | 神戸の工業団地入口交差点      |
| 神奈川県道612号上粕屋南金目線 重複区間終点                                          | 神奈川県   | 伊勢原市 | 伊勢原市 |                                                  | 坪ノ内の桜坂交差点            |
| 厚木秦野道路                                                                        | 神奈川県   | 伊勢原市 | 伊勢原市 | 善波                                             | 伊勢原西IC                    |
| 神奈川県道70号秦野清川線 神奈川県道704号秦野停車場線                                | 神奈川県   | 秦野市   | 秦野市   | 曽屋                                             | 名古木交差点                  |
| 神奈川県道71号秦野二宮線                                                            | 神奈川県   | 秦野市   | 秦野市   |                                                  | 落合立体                      |
| 神奈川県道705号堀山下秦野停車場線                                                   | 神奈川県   | 秦野市   | 秦野市   | 曽屋                                             | 曽屋交差点                    |
| 神奈川県道62号平塚秦野線                                                            | 神奈川県   | 秦野市   | 秦野市   | 平沢                                             | 堀川入口交差点                |
| 神奈川県道708号秦野大井線                                                           | 神奈川県   | 秦野市   | 秦野市   | 松原町                                           | 曲松交差点                    |
| 神奈川県道706号丹沢公園松原町線 神奈川県道707号渋沢停車場線                         | 神奈川県   | 秦野市   | 秦野市   | 松原町                                           | 渋沢駅入口交差点              |
| E1A 新東名高速道路                                                                  | 神奈川県   | 秦野市   | 秦野市   | 菖蒲                                             | 新秦野IC                      |
| 神奈川県道710号神縄神山線 重複区間起点                                              | 神奈川県   | 足柄上郡 | 松田町   |                                                  | 寄入口交差点                  |
| 神奈川県道710号神縄神山線 重複区間終点                                              | 神奈川県   | 足柄上郡 | 松田町   |                                                  |                               |
| 神奈川県道72号松田国府津線                                                          | 神奈川県   | 足柄上郡 | 松田町   | 松田惣領                                         | 新籠場交差点                  |
| 国道255号                                                                           | 神奈川県   | 足柄上郡 | 松田町   | 松田惣領                                         | 籠場インター                  |
| 神奈川県道72号松田国府津線                                                          | 神奈川県   | 足柄上郡 | 松田町   | 松田庶子                                         | 庶子交差点                    |
| 神奈川県道721号東山北停車場線                                                       | 神奈川県   | 足柄上郡 | 山北町   | 向原                                             | 立体交差                      |
| 神奈川県道74号小田原山北線                                                          | 神奈川県   | 足柄上郡 | 山北町   | 山北                                             | 宮地交差点                    |
| 神奈川県道725号玄倉山北線                                                           | 神奈川県   | 足柄上郡 | 山北町   | 山北                                             | 樋口橋交差点                  |
| 神奈川県道726号矢倉沢山北線                                                         | 神奈川県   | 足柄上郡 | 山北町   | 山北                                             | 樋口橋交差点                  |
| 神奈川県道728号谷峨停車場線                                                         | 神奈川県   | 足柄上郡 | 山北町   | 谷ケ                                             | [ 注釈 21 ]                   |
| 神奈川県道76号山北藤野線                                                            | 神奈川県   | 足柄上郡 | 山北町   |                                                  | 清水橋交差点                  |
| 静岡県道394号沼津小山線                                                             | 静岡県     | 駿東郡   | 小山町   | 生土                                             | 生土交差点                    |
| 静岡県道147号山中湖小山線                                                           | 静岡県     | 駿東郡   | 小山町   | 藤曲                                             | 中島インター                  |
| 小山町道（旧静岡県道147号山中湖小山線）                                             | 静岡県     | 駿東郡   | 小山町   | 湯船                                             |                               |
| 静岡県道151号須走小山線                                                             | 静岡県     | 駿東郡   | 小山町   | 菅沼                                             | 菅沼交差点                    |
| 静岡県道150号足柄停車場富士公園線                                                   | 静岡県     | 御殿場市 | 御殿場市 | 古沢                                             | 古沢交差点                    |
| 国道138号                                                                           | 静岡県     | 御殿場市 | 御殿場市 | 萩原                                             | 萩原北交差点                  |
| 静岡県道401号御殿場箱根線                                                           | 静岡県     | 御殿場市 | 御殿場市 | 茱萸沢                                           | ぐみ沢交差点                  |
| 静岡県道23号御殿場富士公園線 静岡県道153号御殿場停車場線                            | 静岡県     | 御殿場市 | 御殿場市 | 茱萸沢                                           | ぐみ沢丸田交差点              |
| 静岡県道155号滝ケ原富士岡線 重複区間起点                                            | 静岡県     | 御殿場市 | 御殿場市 | 神場                                             | 神場東交差点                  |
| 静岡県道155号滝ケ原富士岡線 重複区間終点                                            | 静岡県     | 御殿場市 | 御殿場市 | 駒門                                             | 久保前交差点                  |
| 静岡県道82号裾野インター線                                                          | 静岡県     | 裾野市   | 裾野市   | 御宿                                             | 裾野IC入口交差点              |
| 静岡県道394号沼津小山線 重複区間起点                                                | 静岡県     | 裾野市   | 裾野市   | 深良                                             | 深良新田交差点                |
| 静岡県道394号沼津小山線 重複区間終点                                                | 静岡県     | 裾野市   | 裾野市   | 深良                                             | 深良上原交差点                |
| 静岡県道24号富士裾野線                                                              | 静岡県     | 裾野市   | 裾野市   | 千福                                             | 千福交差点                    |
| E70 東駿河湾環状道路                                                                | 静岡県     | 駿東郡   | 長泉町   | 南一色                                           | 長泉IC                        |
| 静岡県道87号大岡元長窪線                                                            | 静岡県     | 駿東郡   | 長泉町   | 下長窪                                           | 陣場交差点                    |
| 静岡県道83号沼津インター線                                                          | 静岡県     | 沼津市   | 沼津市   | 岡一色                                           | 沼津インター南交差点          |
| 静岡県道22号三島富士線                                                              | 静岡県     | 沼津市   | 沼津市   | 岡一色                                           | 岡一色交差点                  |
| 国道1号 国道414号                                                                   | 静岡県     | 沼津市   | 沼津市   | 大岡                                             | 上石田インターチェンジ / 終点 |

### 峠
- 善波峠（神奈川県伊勢原市・秦野市境） - 新善波隧道で通過。

### 周辺の山
- 高尾山
- 大山
- 富士山

### 周辺の河川
- 渋谷川（東京都渋谷区）
- 目黒川
  - 大橋（東京都目黒区）
- 呑川
  - 新桜橋（東京都世田谷区）
- 谷沢川（東京都世田谷区）
- 丸子川（東京都世田谷区）
- 野川
  - 新二子橋・二子橋（東京都世田谷区）
- 多摩川
  - 新二子橋・二子橋（東京都世田谷区 - 神奈川県川崎市高津区）
- 二ヶ領用水（神奈川県川崎市高津区）
- 旧平瀬川（神奈川県川崎市高津区）
- 矢上川（神奈川県川崎市宮前区）
- 早渕川
  - 関根橋（神奈川県横浜市青葉区）
- 鶴見川
  - 新川間橋（神奈川県横浜市青葉区）
- 恩田川
  - 恩田大橋（恩田陸橋）（神奈川県横浜市青葉区 - 神奈川県横浜市緑区）
- 境川
  - 大和橋（神奈川県横浜市瀬谷区 - 神奈川県大和市）
- 引地川
  - 笹山高架橋（神奈川県大和市）
- 芹沢川
  - 栗原陸橋（神奈川県座間市）
- 目久尻川
  - 栗原陸橋（神奈川県座間市）
- 相模川左岸用水
  - 今泉第2陸橋（神奈川県海老名市）
- 鳩川（神奈川県海老名市）
- 相模川
  - 新相模大橋（神奈川県海老名市 - 神奈川県厚木市）
- 中津川
  - 中津川橋（神奈川県厚木市）
- 小鮎川
  - 新小鮎橋（神奈川県厚木市）
- 恩曽川（神奈川県厚木市）
- 玉川
  - 船子橋（神奈川県厚木市）
- 歌川（神奈川県伊勢原市）
- 渋田川（神奈川県伊勢原市）
- 鈴川 (神奈川県)（神奈川県伊勢原市）
- 栗原川（神奈川県伊勢原市）
- 善波川（神奈川県伊勢原市）
- 金目川
  - 落合橋（神奈川県秦野市）
- 葛葉川
  - 新九沢橋（神奈川県秦野市）
- 水無川
  - 秦野大橋（神奈川県秦野市）
- 四十八瀬川
  - 甘柿橋（神奈川県秦野市）
- 中津川（神奈川県足柄上郡松田町）
  - 湯ノ沢橋（神奈川県足柄上郡松田町）
- 皆瀬川（神奈川県足柄上郡山北町）
  - 新樋口橋（神奈川県足柄上郡山北町）
- 酒匂川
  - 駒の子第1橋（神奈川県足柄上郡山北町）
  - 駒の子第2橋（神奈川県足柄上郡山北町）
  - 瀬戸第1橋（神奈川県足柄上郡山北町）
  - 瀬戸第2橋（神奈川県足柄上郡山北町）
  - 瀬戸第3橋（神奈川県足柄上郡山北町）
  - 瀬戸第4橋（神奈川県足柄上郡山北町）
  - 瀬戸第5橋（神奈川県足柄上郡山北町）
  - 長坂橋（神奈川県足柄上郡山北町）
  - 新鞠子橋（神奈川県足柄上郡山北町）
- 鮎沢川
  - 清水橋（神奈川県足柄上郡山北町）
- 鮎沢川（神奈川県足柄上郡山北町）・（静岡県駿東郡小山町）
- 須川
  - 須川橋（静岡県駿東郡小山町）
- 佐野川（静岡県駿東郡小山町）
- 躑躅川（静岡県御殿場市）
- 抜川（静岡県御殿場市）
- 前川（静岡県御殿場市）
- 久保川（静岡県御殿場市）
- 西川（静岡県御殿場市）
- 砂沢川（静岡県御殿場市）
- 久保川（静岡県御殿場市）・（静岡県御殿場市 - 静岡県裾野市）
- 黄瀬川（静岡県裾野市）
- 谷津川（静岡県裾野市）
- 桃沢川（静岡県駿東郡長泉町）

### 周辺の湖
- 震生湖（神奈川県秦野市）
- 丹沢湖（神奈川県足柄上郡山北町）
- 阿多野貯水池（静岡県駿東郡小山町）
- 東山湖（静岡県御殿場市）

### 沿線の他交通機関
- 東京メトロ銀座線・半蔵門線（赤坂見附駅・永田町駅付近 - 渋谷駅） - 平河町交差点付近 - 宮益坂上交差点付近の国道下（東京都千代田区 - 港区 - 渋谷区）
- 東京メトロ有楽町線（麹町駅 - 永田町駅間） - 平河町交差点付近（東京都千代田区）
- 東京メトロ南北線（永田町駅付近） - （東京都千代田区）
- 東京メトロ丸ノ内線（四ツ谷駅 - 赤坂見附駅間） - （東京都港区）
- 都営大江戸線（青山一丁目駅付近） - 青山一丁目交差点（東京都港区）
- 東京メトロ千代田線（表参道駅付近） - 表参道交差点付近（東京都港区）
- 東急東横線（渋谷駅付近） - （東京都渋谷区）
- JR山手線・埼京線・湘南新宿ライン（渋谷駅付近） - （東京都渋谷区）
- 東急田園都市線（池尻大橋駅 - 駒沢大学駅間） - 道玄坂上交差点 - 新町一丁目交差点の地下（東京都渋谷区 - 目黒区 - 世田谷区）
- 東急世田谷線（三軒茶屋駅付近） - 三軒茶屋交差点付近（東京都世田谷区）
- 東急田園都市線（用賀駅 - 二子玉川駅） - 瀬田交差点付近（東京都世田谷区）
- 津田山陸橋（神奈川県川崎市高津区）
  - JR南武線（武蔵溝ノ口駅 - 津田山駅間）
- 東急田園都市線（梶が谷駅 - 宮崎台駅間）
- JR武蔵野（貨物）線（梶ヶ谷貨物ターミナル駅 - 府中本町駅間）
- 横浜市営地下鉄3号線（中川駅 - あざみ野駅間） - （神奈川県横浜市青葉区）
- 東名高速道路 - 江田駅前交差点付近（神奈川県横浜市青葉区）
- 東急田園都市線（江田駅 - 市が尾駅間） - （神奈川県横浜市青葉区）
- 東急田園都市線（藤が丘駅 - 青葉台駅間） - （神奈川県横浜市青葉区）
- JR横浜線（十日市場駅 - 長津田駅間） - （神奈川県横浜市緑区）
- 東急田園都市線（すずかけ台駅 - 南町田グランベリーパーク駅間） - （東京都町田市）
- 小田急江ノ島線（鶴間駅 - 大和駅間）
- 今泉第一陸橋（神奈川県海老名市）
  - 小田急小田原線（座間駅 - 海老名駅間）
- 今泉第二陸橋（神奈川県海老名市）
  - JR相模線（入谷駅 - 海老名駅間）
- 東名高速道路 - （神奈川県厚木市）- （神奈川県厚木市船子「船子橋」交差点付近）
- 小田急小田原線（愛甲石田駅）- （神奈川県厚木市愛甲「愛甲石田駅前」交差点）
- 東名高速道路 - （神奈川県伊勢原市）- （神奈川県伊勢原市坪ノ内「桜坂」交差点付近）
- 小田急小田原線（渋沢駅）- （神奈川県秦野市柳町1丁目「渋沢駅入口」交差点）
- 東名高速道路 - （神奈川県足柄上郡松田町）- （神奈川県足柄上郡松田町「新籠場」交差点付近）
- JR御殿場線（東山北駅 - 山北駅間）
- JR御殿場線（山北駅 - 谷峨駅間）
- JR御殿場線（山北駅 - 谷峨駅間） - （神奈川県足柄上郡山北町）
- 東名高速道路上り線 - （神奈川県足柄上郡山北町谷ケ）
- 東名高速道路下り線 - （神奈川県足柄上郡山北町谷ケ）
- 東名高速道路 - （静岡県御殿場市 矢場居交差点付近）
- JR東海道新幹線（三島駅 - 新富士駅間） - （静岡県沼津市）

## 描かれた246号
東京都心の三宅坂から、赤坂、青山、渋谷を通り、世田谷、横浜の高級住宅街を抜けていくロケーションから、しばしばドラマや楽曲で描かれたり、ロケ地に選ばれたりしている。
楽曲・アルバムのタイトル
- 恋の246（ルートNo.1、1970年）
- 246:3AM（稲垣潤一、1982年）[29]
- Route 246（You & Explosion Band、1983年）
- ROUTE246CONNEXiON（荻野目洋子、1987年）[29]
- ROUTE 246（LINDBERG、1989年）[29]
- 246ハートブレイカーズ（西野妙子、1991年）
- 246（椎名へきる、1997年）[29]
- Route246（NiNa、1999年）
- 246（クラムボン、2000年）[29]
- ルート246（深田恭子、2002年）[29]
- 青山246深夜族の夜 （クレイジーケンバンド、2003年）
- 246 / 美しき僕らの世界（及川光博、2010年）[29]
- 246 （福山雅治、2014年）
- Route 246 (乃木坂46、2020年)
- 246（Tokyo Invaders、2019年）
- 246（真田ナオキ、2024年）

歌手
- Route246（2002年 - ）

歌詞中
- タートル・ルックのいかす奴（三田明、1968年）
- Mustang A Go Go !!!（Dragon Ash、1998年）
- トランキライザー・ガン（PLAGUES、2000年）
- Jazz up（ポルノグラフィティ、2000年）
- 世界で一番君が好き?（平井堅、2003年）
- 車線変更25時（キンモクセイ、2002年）
- 東京（福山雅治、2005年）
- R.Heaven (Route Heaven) （宇都宮隆、2007年）
- エンジのソファー（電気グルーヴ、2009年）
- 続・溝ノ口太陽族（manzo、2009年）
- おはようサンシャイン（さかいゆう、2010年）
- 表参道26時（サカナクション、2010年）
- ココカラ（中村繪里子、2012年）
- ペダル（SAY Feat.般若、SHINGO☆西成、2012年）
- 国道スロープ(きのこ帝国、2013年)
- スタッカート（花澤香菜、2013年）
- プレゼント〜繋ぐ〜（NakamuraEmi、2013年）
- BOYフロム世田谷（土岐麻子、2015年）
- 環状六号線（乃木坂46、2016年）
- crysis maniac（cinema staff、2016年）
- まさか 偶然...（日向坂46、2019年）
- 最後の選択肢（ラストアイドルヤンジャン選抜、2020年）
- 君宿り（MeseMoa.、2023年）

テレビゲーム
- グランツーリスモシリーズ（グランツーリスモ3以降）に、渋谷や神宮外苑を走る「東京・ルート246」というコースがある。

映画
- R246 STORY （ゴー・シネマ配給、2008年上映）

漫画
- デストロ246（高橋慶太郎）
- 頭文字D（しげの秀一）、作中に国道246号の名古木交差点を起点とするヤビツ峠（神奈川県道70号秦野清川線）をホームコースとする、チーム246（ツーフォーシックス）が登場する。

その他
- 資生堂プロフェッショナル（資生堂の関連会社）が業務用（理容店・美容室向け）に販売している男性向け化粧品の商品名が「246」である。
- 東急電鉄が運営していたISP「246-net」。2002年にイッツ・コミュニケーションズに営業譲渡された。
- 沢木耕太郎が2007年に出版した自伝的エッセイのタイトルが「246」。当時の仕事場が246号近くだったことによる。
- 歌手の円広志は、いつか再び東京で活躍したいとの願いから、関西で自ら開いた音楽スタジオに「studio246」と名付け、円自身もテレビ出演時には「246」と描かれたバッジをつけて出演している。
- ろんぐらいだぁす! ツーリングコースによく登場